# Hydraena kaufmanni
Hydraena kaufmanni är en skalbaggsart som beskrevs av Ludwig Ganglbauer 1901. Hydraena kaufmanni ingår i släktet Hydraena och familjen vattenbrynsbaggar. Inga underarter finns listade i Catalogue of Life.